# Bodo Ramelow
Bodo Ramelow (Osterholz-Scharmbeck, 16 februari 1956) is een Duits politicus van Die Linke. Van 2014 tot 2024 was hij (op een korte onderbreking in 2020 na) minister-president van de deelstaat Thüringen. Hij was de eerste politicus van Die Linke die deze positie in de Bondsrepubliek bekleedde.

## Biografie
Ramelow is afkomstig uit de buurt van Bremen en volgde een beroepsopleiding tot handelskoopman. Hij werd actief binnen de vakbond voor Handel, Banken en Verzekeringen, waar hij na de Duitse hereniging deelstaatsvoorzitter in Thüringen werd. In 1999 werd hij lid van de PDS, de voortzetting van de Oost-Duitse communistische partij SED, en werd voor de PDS ook lid van het deelstaatsparlement (de Landdag van Thüringen). In 2003 werd bekend dat Ramelow vanwege zijn communistische verleden door de Bundesverfassungsschutz, de binnenlandse veiligheidsdienst, gevolgd werd. Na een lange juridische strijd besloot het Bundesverfassungsgericht in 2013 dat het verder volgen van Ramelow door de Bundesverfassungsschutz niet toelaatbaar was.
Van 2005 tot 2009 was Ramelow lid van de Bondsdag. In deze tijd had Ramelow een vroegere medewerkster van de Oost-Duitse geheime dienst (de Stasi) als assistent.

### Minister-president van Thüringen
Na zijn periode in de Bondsdag keerde Ramelow terug naar de deelstaatspolitiek en werd fractievoorzitter van Die Linke, waarin de PDS inmiddels was opgegaan. Na de deelstaatsverkiezingen van 2014 kwamen Die Linke, de SPD en Bündnis 90/Die Grünen overeen om een regeringscoalitie te vormen. Hiermee veroordeelden zij de grootste partij, de CDU, tot de oppositie. Ramelow werd minister-president en trad aan op 5 december 2014.
Bij de Landdagverkiezingen in 2019 werden Die Linke onder leiding van Ramelow voor het eerst de grootste partij van Thüringen. De partij verzamelde 29 van de 90 zetels. Ramelow moest echter alsnog aftreden toen FDP-politicus Thomas Kemmerich verrassend werd gekozen tot nieuwe minister-president. Deze wisseling van de wacht vond plaats op 5 februari 2020, maar veroorzaakte een politieke crisis omdat de verkiezing van Kemmerich mede ondersteund was door AfD. Onder hevige kritiek legde Kemmerich de functie al na één dag neer. Na een maand zonder werkelijk bestuur stemde de Thüringer Landdag op 4 maart 2020 voor een terugkeer van Ramelow als minister-president. Hij vormde een minderheidskabinet, wederom met SPD en Bündnis 90/Die Grünen.
Van 1 november 2021 tot en met 31 oktober 2022 was Ramelow voorzitter van de Bondsraad. Aansluitend maakte hij zijn kandidatuur bekend voor de Thüringer Landdagverkiezingen in 2024, waarmee hij liet blijken een derde ambtstermijn als minister-president te ambiëren. Deze verkiezingen, die op 1 september 2024 plaatsvonden, verliepen voor Die Linke echter desastreus: de partij viel terug naar 13% van de stemmen (ofwel 12 van de 88 zetels in het parlement) en boekte daarmee haar slechtste resultaat in ruim dertig jaar. De partij werd niet alleen voorbijgestreefd door de CDU, maar ook door de rechts-radicale AfD (die met 33% van de stemmen veruit de grootste partij werd) en de Bündnis Sahra Wagenknecht (die nota bene uit een afsplitsing van Die Linke was ontstaan). Het verlies van de coalitiepartners SPD en Bündnis 90/Die Grünen maakte de afstraffing van het kabinet-Ramelow compleet.
Die Linke kreeg geen plaats in de volgende regering en verdween in de oppositie. Op 12 december 2024 werd Ramelow als minister-president opgevolgd door Mario Voigt (CDU). Kort daarop stelde Ramelow zich met succes verkiesbaar voor de Bondsdagverkiezingen van 2025. Na ruim vijftien jaar keerde hij in maart 2025 terug in het Duitse parlement, waar hij tevens werd gekozen als een van de vicevoorzitters.